# Alberta
Alberta – jedna z prowincji Kanady, w Zachodniej Kanadzie. Alberta graniczy z następującymi prowincjami: od zachodu z Kolumbią Brytyjską, od wschodu z Saskatchewan, z Terytoriami Północno-Zachodnimi na północy i z amerykańskim stanem Montana od południa.
Z populacją 4,9 mln mieszkańców jest czwartą pod względem zaludnienia prowincją Kanady. W latach 2000–2024 populacja wzrosła o 63%. Stolicą prowincji jest Edmonton, a największym miastem Calgary. 
Jest najbogatszą prowincją w Kanadzie, z PKB per capita (71 900 USD w 2023) nadal znacznie przewyższającym PKB każdej innej prowincji. Gospodarka pozostaje silnie uzależniona od przemysłu naftowo–gazowego, podczas gdy zdolności rafinacyjne prowincji są największe na świecie. Alberta jest bastionem konserwatyzmu w Kanadzie, a od 2022 roku jej premierem jest skrajnie prawicowa Danielle Smith.
Nazwa Alberta, odnosząca się wcześniej do dystryktu Alberta, została wybrana dla upamiętnienia księżnej Louise Caroline Alberty, czwartej córki królowej Wiktorii.

## Geografia

### Ukształtowanie terenu

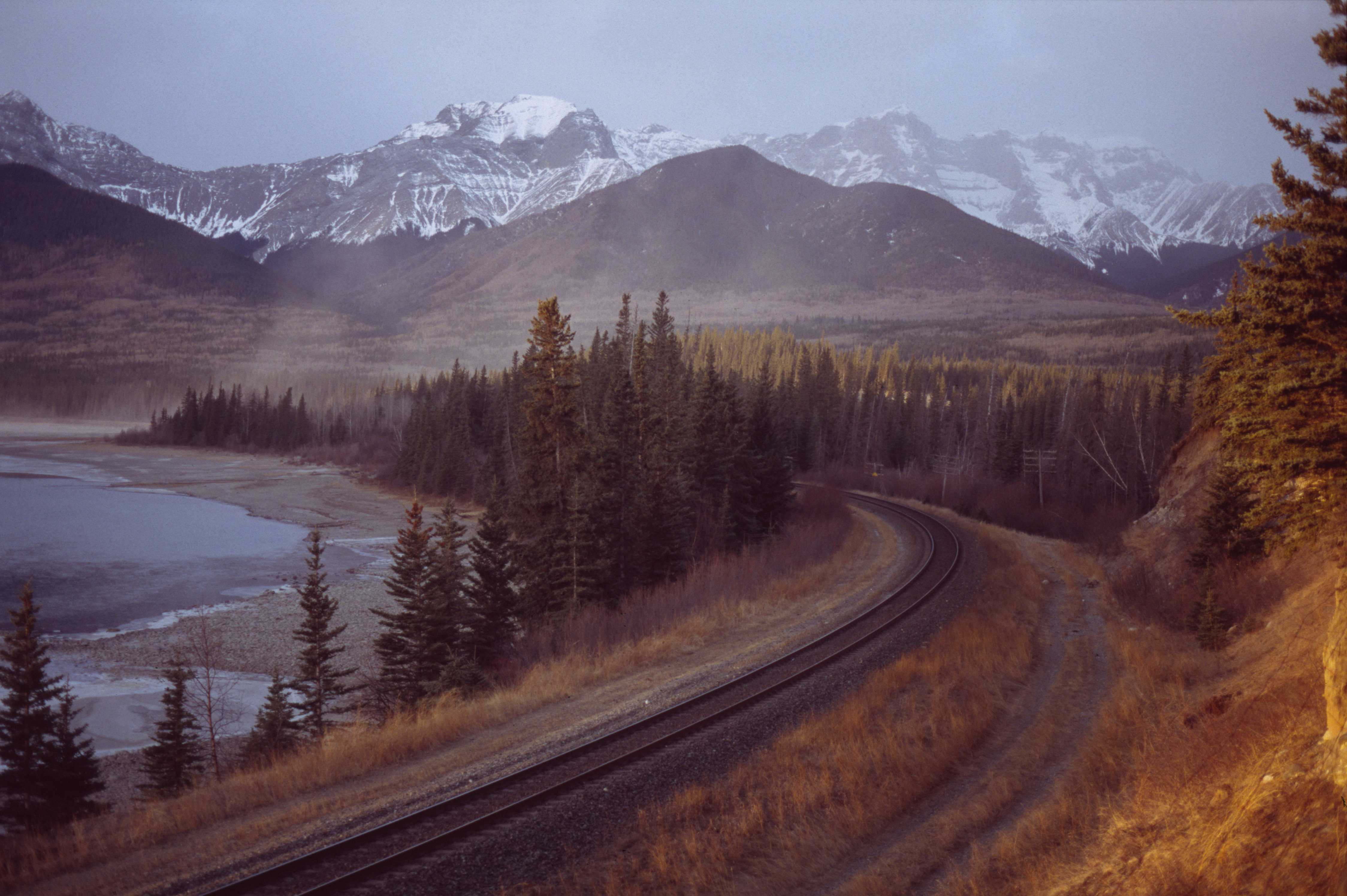
Kolej nad Athabaską, niedaleko jeziora Brûlé

Albertę można podzielić na trzy geograficznie zróżnicowane obszary:
- Góry Skaliste (część Kordylierów): wysokie i strzeliste góry rozciągające się południkowo wzdłuż zachodniej granicy prowincji. Zbocza w dolnych partiach porośnięte są sosnowymi lasami, zaś wyższe składają się ze skał i piargów. W Górach Skalistych znajduje się duża liczba trudno dostępnych dolin. Najwyższymi szczytami znajdującymi się w Albercie są:

Mount Columbia – 3747 m
North Twin Peak – 3733 m
Mount Alberta – 3619 m
- Preria: niemal płaskie i pozbawione drzew obszary, pierwotnie porośnięte wysoką trawą, obecnie używane jako wysokiej jakości pola orne lub pastwiska.
- Tereny północne: zalesione oraz bagniste, posiadające typowe cechy tajgi.

### Wody śródlądowe
Choć udział wód śródlądowych w powierzchni całkowitej Albert wynosi nieco poniżej 3%, to z wyjątkiem jej południowych obszarów, jej teren może być uznany za dobrze nawodniony. W Górach Skalistych biorą swój początek liczne potoki, które zasilają system większych rzek przecinających nizinną część prowincji. Do największych z nich należą Athabaska, Beaver, Hay, Milk River, Saskatchewan Północny, Saskatchewan Południowy, Peace, Red Deer, Slave. Do największych jezior należą Jezioro Athabaska leżące na granicy z Saskatchewan, Małe Jezioro Niewolnicze, Bistcho, Claire.

### Klimat
Klimat w Albercie kształtowany jest przez dwa czynniki – bliskość pasm wysokich gór o przebiegu południkowym oraz brak naturalnej zapory oddzielającej teren od arktycznej części kontynentu. Drugi fakt powoduje srogie i mroźne zimy. Obecność wysokich gór powoduje istnienie wiatrów halnych zwanych tam chinook wind. Wiatry te potrafią przynieść gwałtowne zmiany pogody ze wzrostami temperatury do kilkunastu stopni w skali Celsjusza w czasie zaledwie kilku godzin.
Ze względu na dużą rozciągłość południkową Alberty występują w niej trzy strefy klimatyczne.
- W strefie południowej panuje klimat umiarkowany. Raczej ciepłe, a nawet upalne lata i mroźne zimy z temperaturami średnimi od –8,9 °C do –9,8 °C.
- W strefie środkowej ze względu na mniejszy wpływ wiatrów halnych klimat ma charakter ustabilizowany. Względnie ciepłe lata i mroźne zimy ze średnimi temperaturami –12,1 °C.
- W strefie północnej panuje klimat subarktyczny. Chłodne lata i bardzo mroźne zimy ze średnimi temperaturami –13,8 °C.

### Zasoby naturalne
Obok doskonałej ziemi ornej największym bogactwem Alberty są bogate pokłady piasków bitumicznych (północna część prowincji, okolice Fortu McMurray), a w przeszłości ropy naftowej (południowa część prowincji, okolice miasta Black Diamond) i węgla kamiennego. 58% powierzchni prowincji jest zalesione.

### Miejscowości
Największe skupiska ludności (ang. population centres, fr. centres de population) w 2021 roku (w nawiasach liczba ludności):

- Calgary (1 305 550)
- Edmonton (1 151 635)
- Red Deer (99 846)
- Lethbridge (92 563)
- Airdrie (73 578)
- Fort McMurray (68 002)
- Medicine Hat (63 382)
- Grande Prairie (63 172)
- Spruce Grove (39 348)
- Leduc (33 505)
- Cochrane (31 638)
- Lloydminster (31 582[b])
- Okotoks (30 214)
- Fort Saskatchewan (26 831)
- Chestermere (21 425)
- Beaumont (20 779)
- Camrose (18 454)
- Stony Plain (17 523)
- Sylvan Lake (16 142)
- Brooks (14 904)
- High River (14 119)
- Strathmore (13 851)
- Canmore (13 268)
- Lacombe (12 835)
- Wetaskiwin (12 438)
- Morinville (10 385)
- Blackfalds (10 315)

## Historia
Alberta powstała w 1905 wraz z jej wydzieleniem z Terytoriów Północno-Zachodnich. Historia jej terenów jest jednak dużo starsza. Najpierw przez tysiące lat była terenem migracji i tworzenia się kultur indiańskich, a następnie od połowy XVIII w. teren eksploracji łowieckich i handlowych kompanii, najpierw francuskiej La Compagnie du Nord, potem brytyjskich Północno-Zachodniej i Kompanii Zatoki Hudsona. Od 1867, daty przyłączenia wszystkich terenów będących pod zarządem kompanii do Konfederacji Kanady, tereny Alberty zwane wtedy dystrykt Alberta, wchodzi w okres gwałtownej kolonizacji. W ciągu niespełna czterdziestu lat ludność regionu z niewiele ponad tysiąca osób wzrosła do niemal 400 tysięcy. Wobec tego, Rząd Federalny zdecydował o przekształceniu rejonu w samodzielną prowincję. W ciągu stu lat swej historii prowincja, przechodząc przez politycznie burzliwe okresy, z kraju typowo rolniczego stała się nowoczesnym, bogatym i prężnym rejonem Kanady.

## Struktura polityczna
Zgodnie z zasadami organizacji prowincji w Kanadzie, władzę ustawodawczą sprawuje Zgromadzenie Legislacyjne Alberty (Legislative Assembly of Alberta), a władzę wykonawczą rząd Alberty na czele z premierem. Przedstawicielem głowy państwa monarchy Kanady jest gubernator porucznik Lieutenant Governor of Alberta.

### Gubernator porucznik Alberty
Gubernator porucznik jest przedstawicielem Karola III, monarchy Kanady w prowincji. Mianuje go Gubernator Generalny na wniosek Premiera Kanady, złożony w uzgodnieniu z premierem prowincji. Gubernator zwołuje i rozwiązuje Zgromadzenie (parlament) oraz powołuje i odwołuje członków rządu i urzędników prowincjonalnych. Funkcje te z reguły są czysto honorowe i ceremonialne, jednak w przypadku kryzysu konstytucyjnego Gubernator może samodzielnie podjąć działania niezbędne do przywrócenia stabilności rządu.

### Parlament Alberty
Zgromadzenie Legislacyjne (Legislative Assembly of Alberta) składa się obecnie z 87 deputowanych Members of Legislative Assembly w skrócie MLA. Wybierani są oni w 87 jednomandatowych okręgach wyborczych. Partia zdobywająca większość w parlamencie tworzy rząd prowincjonalny, a jej przewodniczący zostaje premierem Alberty. Druga partia w parlamencie otrzymuje status oficjalnej opozycji.
W obecnej kadencji Zgromadzenia miejsca w parlamencie podzielone są następująco:
United Conservative Party – 61
New Democratic Party – 24
Niezależni -2
Zobacz: Zgromadzenie Legislacyjne Alberty w składach poprzednich kadencji parlamentu.

### Rząd Alberty

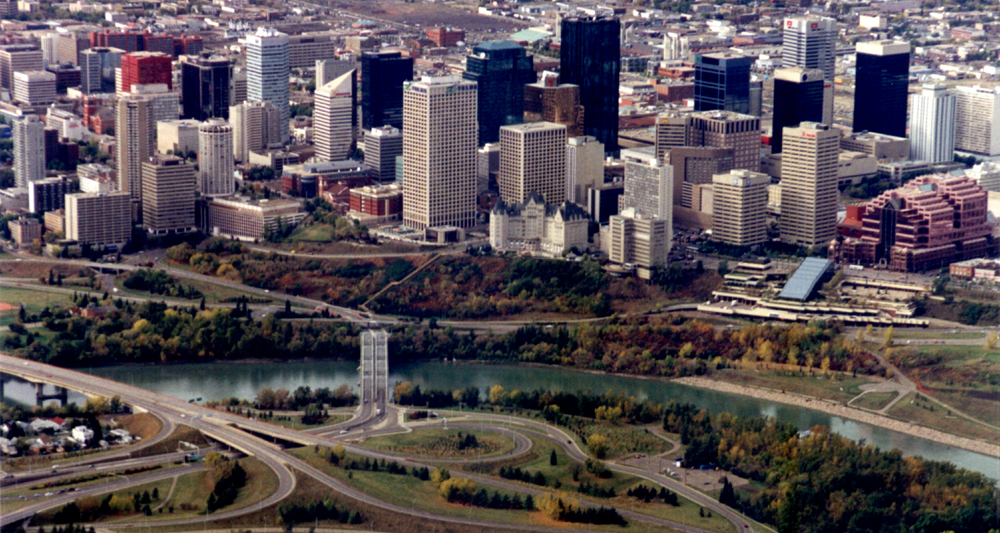
Edmonton

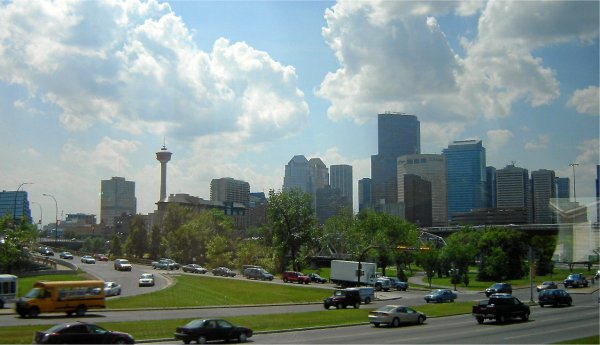
Calgary

Rząd Alberty składa się z szeregu ministerstw i agencji zajmujących się całością spraw będących w gestii prowincji.
- Ministry of Aboriginal Affairs and Northern Development – Ministerstwo do spraw Indiańskich i rozwoju terenów północnych
- Ministry of Agriculture, Food and Rural Development – Ministerstwo rolnictwa, gospodarki żywnościowej i rozwoju terenów wiejskich.
- Ministry of Children’s Services – Ministerstwa opieki nad dziećmi.
- Ministry of Community Development – Ministerstwo samorządów społecznych.
- Ministry of Economic Development – Ministerstwo rozwoju gospodarczego.
- Ministry of Energy – Ministerstwo energetyki.
- Ministry of Environment – Ministerstwo ochrony środowiska.
- Ministry of Finance – Ministerstwo finansów.
- Ministry of Gaming – Ministerstwo gier liczbowych.
- Ministry of Government Services – Ministerstwo usług rządowych.
- Ministry of Health and Wellness – Ministerstwo zdrowia.
- Ministry of Human Resources and Employment – Ministerstwo pracy i spraw socjalnych.
- Ministry of Infrastructure – Ministerstwo infrastruktury prowincjonalnej.
- Ministry of Innovation and Science – Ministerstwo nauki i rozwoju.
- Ministry of International and Intergovernmental Relations – Ministerstwo do spraw kontaktów z zagranicą i rządami innych prowincji.
- Ministry of Justice and Attorney General – Ministerstwo sprawiedliwości i prokurator generalny.
- Ministry of Learning – Ministerstwo edukacji.
- Ministry of Municipal Affairs – Ministerstwo spraw komunalnych.
- Ministry of Revenue – Ministerstwo skarbu prowincjonalnego.
- Ministry of Seniors – Ministerstwo do spraw ludzi starszych.
- Solicitor General – Ministerstwo bezpieczeństwa wewnętrznego.
- Ministry of Sustainable Resource Development – Ministerstwo zasobów naturalnych.
- Ministry of Transportation – Ministerstwo transportu.

### Premier Alberty
Premier Alberty jest szefem rządu prowincjonalnego w Albercie. Posiada on bardzo szerokie uprawnienia, pozwalające prowadzić skuteczne rządy, jeśli tylko ma zapewnione poparcie w parlamencie. Premierem zostaje lider partii zdobywającej większość w parlamencie. Jeśli z jakichś powodów, w czasie trwania sesji parlamentu, przewodniczący rządzącej partii zostaje zmieniony, zgodnie z obowiązującą procedurą westminsterską gubernator powołuje na funkcję premiera nowego lidera partii rządzącej.

## Gospodarka

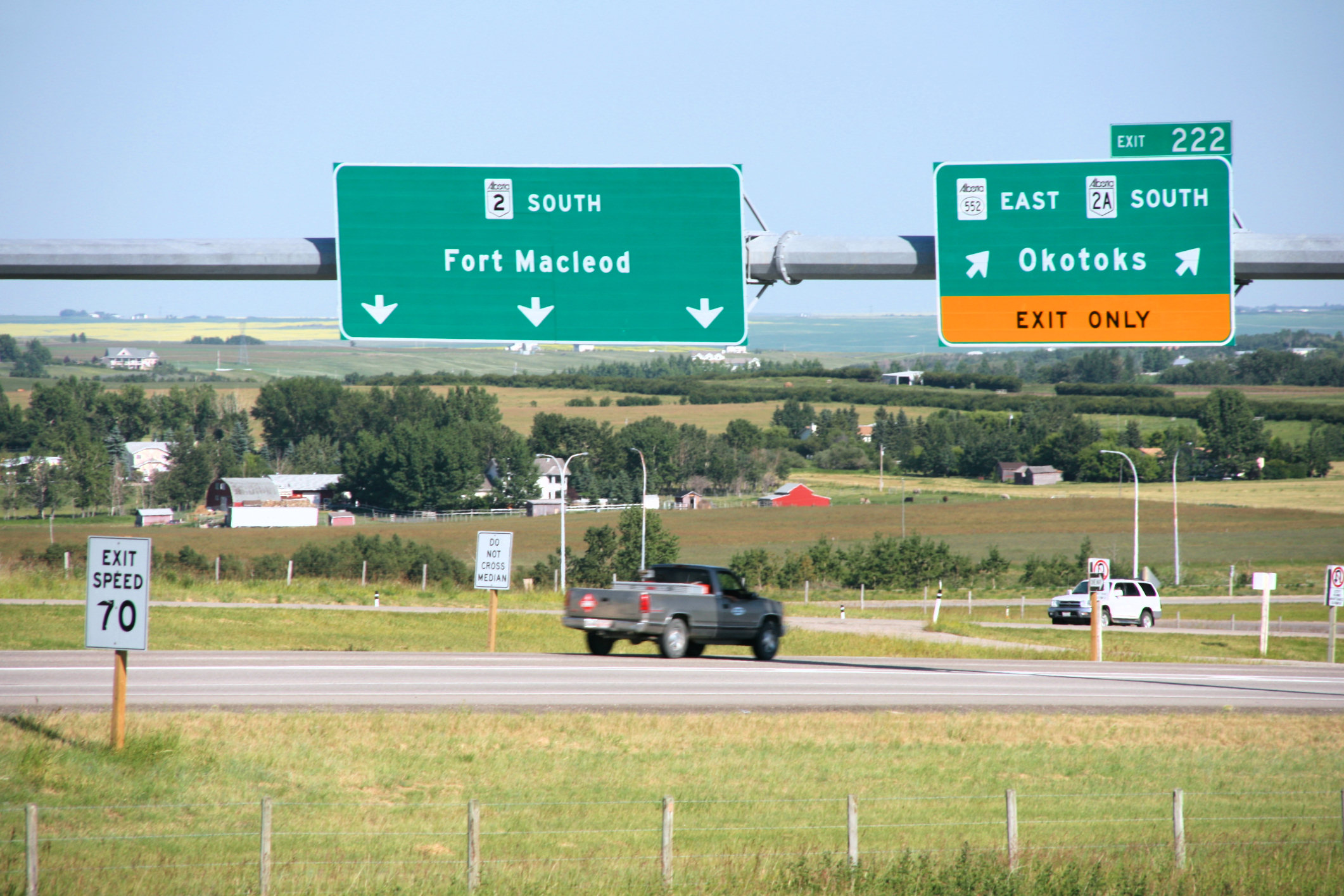
Alberta Highway 2 – najważniejszy szlak komunikacyjny w prowincji

Współcześnie najistotniejszą dziedziną gospodarki Alberty jest uzyskiwanie i przetwarzanie ropy naftowej i gazu ziemnego. W latach 80. ub. wieku nastąpiło powolne wyeksploatowanie starszych zasobów ropy naftowej w okolicach Calgary (Black Diamond i Turner Valley). W ostatnich latach skierowano się na eksploatacje ciężkiej ropy z tzw. złóż  oil/tar sands, co powoduje poważne obciążenia ekologiczne dla północnej Alberty. Dziedzina ta decyduje o sile gospodarki prowincjonalnej, lecz także uzależnia ją od wahań cen na światowych rynkach.
Do pozostałych dziedzin gospodarki Alberty należą:
- Rolnictwo – głównie produkcja zbóż i hodowla bydła. Całkowity areał ziemi uprawnej w Albercie wynosi ponad 20 milionów hektarów. Alberta wytwarza 22% całej produkcji rolnej Kanady. W 2001 całkowity dochód rolnictwa Alberty wyniósł 8,3 miliarda dolarów.
- Leśnictwo i przemysł drzewny – rocznie wycinanych jest ok. 23 milionów metrów sześciennych drewna. Całkowity dochód przemysłu drzewnego wynosi ok. 4 miliardów dolarów.
- Górnictwo węglowe – obok ropy naftowej i gazu ziemnego, węgiel kamienny jest najważniejszym zasobem naturalnym prowincji.
- Energetyka – w Albercie generowane jest 80% całej produkcji energii w Kanadzie. Większość pochodzi z elektrowni węglowych.
- Telekomunikacja – Alberta ma dobrze rozbudowaną infrastrukturę telekomunikacyjną. Ma najwyższą średnią w wyposażeniu gospodarstw domowych w sprzęt telekomunikacyjny w całej Kanadzie. Według danych z 2001 99% gospodarstw posiada telefon, 51% telefon komórkowy, 63% komputer i 65% dostęp do Internetu. W usługach telekomunikacyjnych zatrudnienie znajduje 17 tysięcy pracowników. Telekomunikacja generuje roczny dochód 5,8 miliarda dolarów.
- Turystyka – w Albercie znajduje się ponad 300 parków prowincjonalnych i wiele ośrodków wypoczynkowych i rekreacyjnych. Przemysł i resorty turystyczne skupione są głównie w Górach Skalistych oraz na wschodzie w okolicach Drumheller. W turystyce pracuje ponad 100 tysięcy osób. Ta dziedzina gospodarki generuje roczny dochód 5,2 miliarda dolarów.

## Demografia
Alberta jest najszybciej rozwijającą się prowincją Kanady, co jest głównie zasługą migracji międzynarodowej. W latach 2000–2020 populacja wzrosła z mniej niż 3 mln do prawie 4,4 mln. W 2022 roku do prowincji Alberta przybyło o 56 245 więcej osób niż ją opuściło — jest to największy roczny wzrost od czasu, gdy Statistics Canada zaczęła gromadzić dane porównawcze w latach 1971–1972. Według danych spisowych z 3 kwartału 2024, Albertę zamieszkuje 4 888 723 mieszkańców. 
Około 3/4 mieszkańców Alberty skupiona jest w Korytarzu Calgary–Edmonton. Według danych z 2021 na 4,26 mln mieszkańców prowincji Alberta 650 tys. (15,2%) zamieszkiwało obszary wiejskie. Blisko 1 miliona (23,2%) mieszkańców Alberty urodziło się poza granicami Kanady. Odsetek kanadyjskich imigrantów decydujących się na zamieszkanie w Albercie wzrasta od lat 80., szczególnie w Calgary i Edmonton. Imigranci w Albercie, to w większości osoby młode, w wieku produkcyjnym  (25–44 lat), co jest zgodne z deklarowanym przez Kanadę celem wzmocnienia populacji – w miarę jak rosnący odsetek Kanadyjczyków przechodzi na emeryturę. Azjaci i Afrykanie stanowili odpowiednio 63% i 18% nowych stałych rezydentów, w latach 2016–2021. W tym czasie Europejczycy stanowili około 8% imigrantów do Alberty. Największe grupy migrantów w ostatnich latach pochodziły z Filipin, Chin, Indii i Nigerii.
Według spisu z 2021 roku do największych grup należały osoby pochodzenia angielskiego (18,3%), niemieckiego (15,3%), szkockiego (15,1%), irlandzkiego (13,5%), ukraińskiego (8,2%), francuskiego (8,2%), filipińskiego (4,9%), rdzenni Kanadyjczycy (4,5%), chińskiego (4,3%), holenderskiego (4,2%), polskiego (4,1%) i norweskiego (3,7%).

## Religia
Choć liczba osób identyfikujących się jako chrześcijanie maleje, to w 2021 r. nadal stanowili oni blisko połowę (48,1%) populacji Alberty. W 1981 r. chrześcijanie stanowili 86% ludności prowincji (w tym 53% protestanci i 27,7% katolicy) i 11,7% to byli niereligijni. W Albercie odsetek osób deklarujących brak religii jest wyższy od średniej krajowej i wynosi 40,1%. Osoby wyznające inne religie stanowią 11,8% populacji Alberty.
Struktura religijna (2021):
- brak religii – 40,1%,
- katolicy – 19,9%,

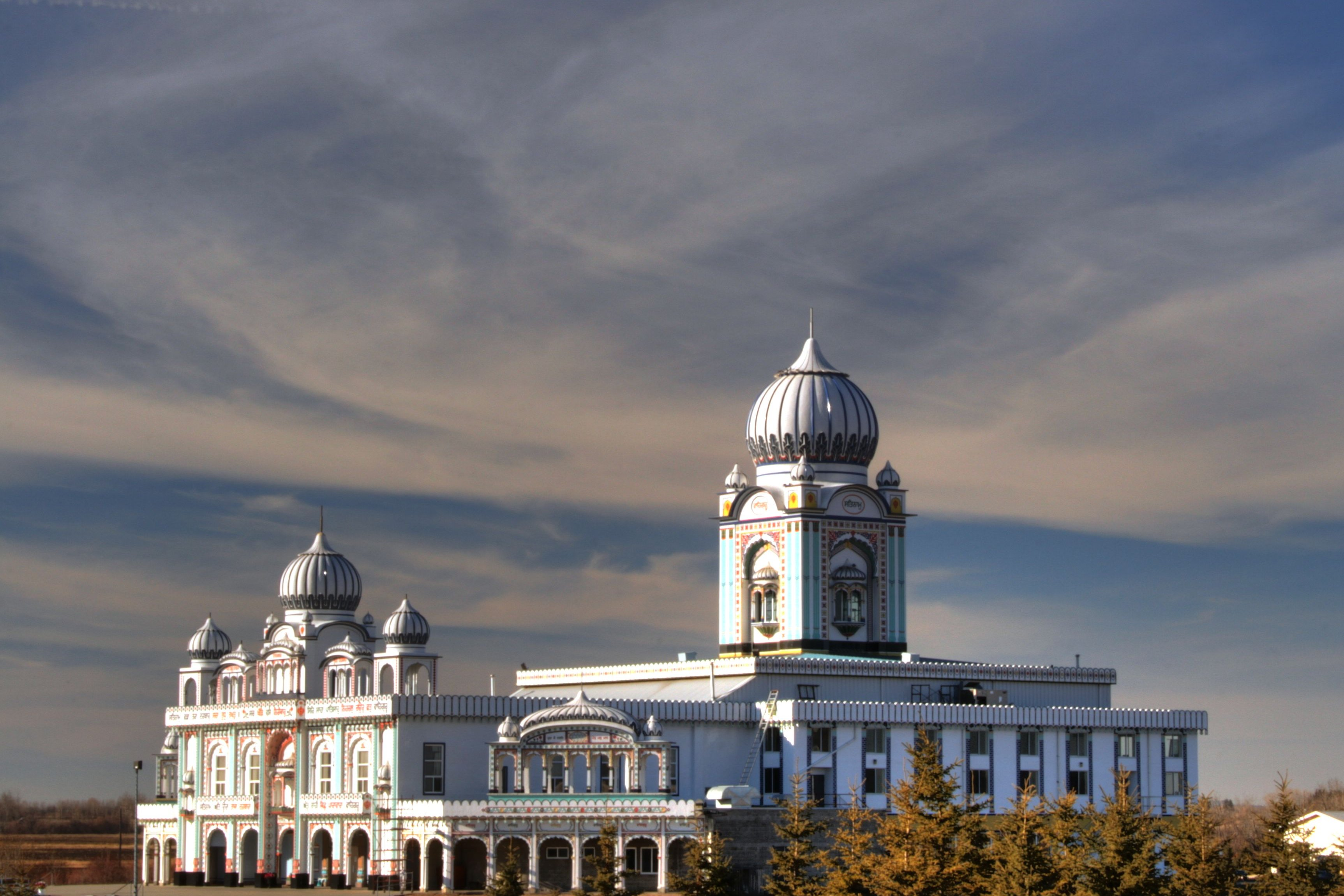
Świątynia sikhów w Edmonton

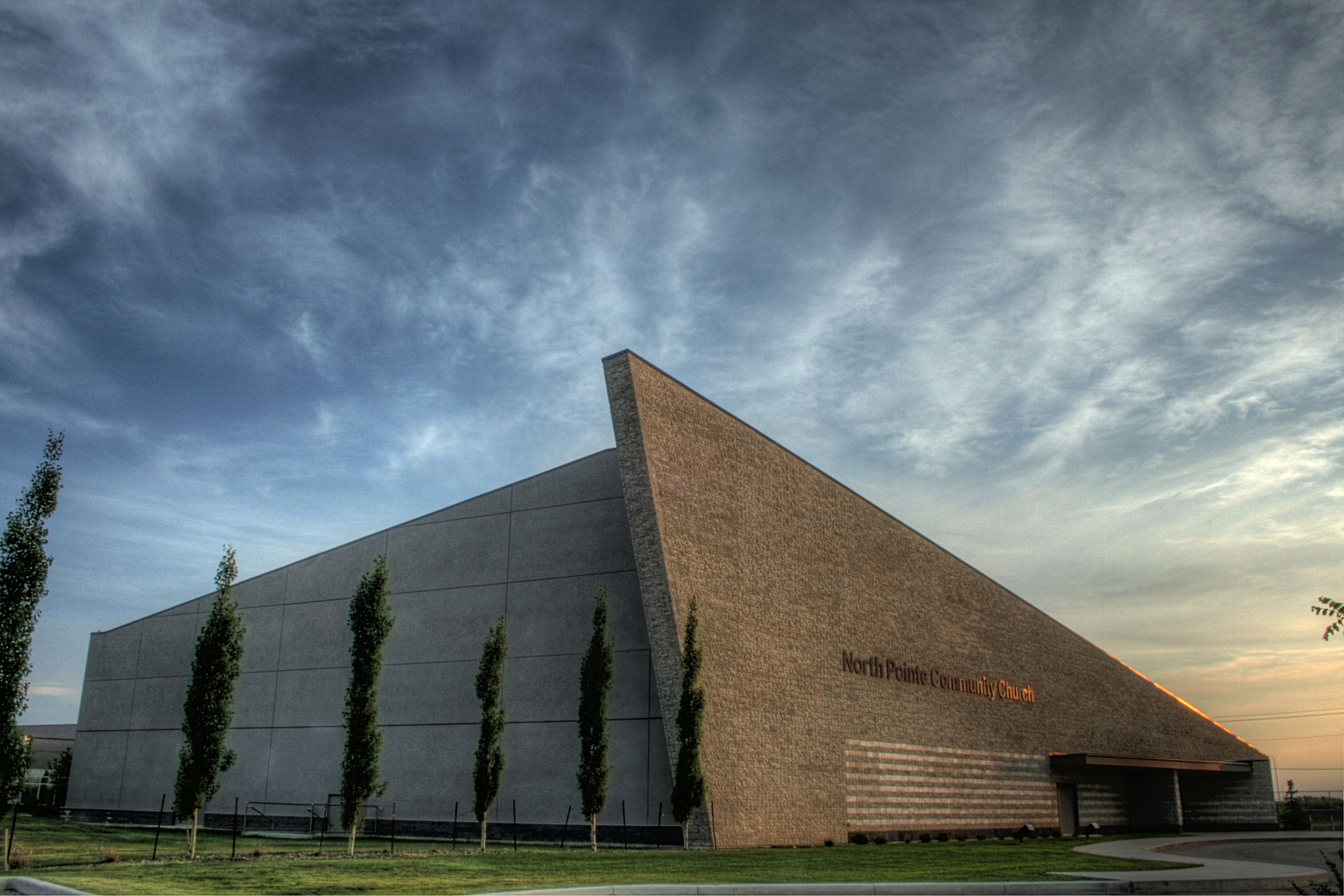
Kościół zielonoświątkowy w Edmonton

- chrześcijanie (nieokreśleni) i inni protestanci – 14,9%,
- protestanci:
  - Zjednoczony Kościół Kanady – 3,7%,
  - anglikanie – 2,3%,
  - luteranie – 1,9%,
  - zielonoświątkowcy – 1,3%,
  - baptyści – 1,1%,
- muzułmanie – 4,8% (wzrost z 1,7% od 2001),
- sikhowie – 2,5%,
- hinduiści – 1,9%,
- prawosławni – 1,5%,
- mormoni – 1,1%,
- buddyści – 1%,
- świadkowie Jehowy – 0,43%,
- żydzi – 0,3%,
- inne religie – 1,3%.

W ostatnich latach w Kanadzie stały się popularne kościoły bezdenominacyjne, w tym ewangelikalne i tzw. Emerging Church.